# Jordan Goodwin
Jordan Goodwin (ur. 23 października 1998 w Centreville) – amerykański koszykarz, występujący na pozycji rzucającego obrońcy, od 2024 zawodnik Memphis Grizzlies oraz zespołu G-League – Memphis Hustle.
W 2021 i 2022 reprezentował Washington Wizards podczas rozgrywek letniej ligi NBA.
24 czerwca 2023 trafił w wyniku wymiany do Phoenix Suns. 24 utego 2024 zawarł umowę z Memphis Grizzlies na występy zarówno w NBA, jak i zespole G-League Memphis Hustle.

## Osiągnięcia
Stan na 6 lutego 2024, na podstawie, o ile nie zaznaczono inaczej.
NCAA
- Uczestnik rozgrywek turnieju NCAA (2019)
- Mistrz turnieju konferencji Atlantic 10 (2019)
- Most Outstanding Player (MOP=MVP) Gotham Classic Showcase (2019)
- Zaliczony do:
  - I składu:
    - Atlantic 10 (2020, 2021)
    - defensywnego Atlantic 10 (2020, 2021)
- Lider Atlantic 10 w:
  - średniej zbiórek (2021 – 10,1)
  - liczbie:
    - zbiórek:
      - 2020 – 321, 2021 – 2012
      - w ataku (2019 – 127)
      - w obronie (2020 – 218, 2021 – 157)

    - oddanych rzutów za 2 punkty (2020 – 333)
- Zawodnik tygodnia Atlantic 10 (13.01.2020, 15.02.2021, 28.12.2020)
- Debiutant tygodnia Atlantic 10 (22.01.2018, 26.12.2017)